# 岩瀬達哉
岩瀬 達哉（いわせ たつや、1955年11月26日 - ）は、日本のジャーナリスト。和歌山県出身。

## 来歴
1979年、東洋大学文学部哲学科卒業後、編集プロダクション勤務を経て、1983年フリーとして活動を始める。噂の真相や週刊現代を主な活動の場として、年金問題や記者クラブ制度に代表されるマスコミの体質についての報道を中心的に行っている。2004年、『年金大崩壊』で講談社ノンフィクション賞受賞。同年、『文藝春秋』に掲載した「伏魔殿 社会保険庁を解体せよ」で文藝春秋読者賞を受賞。また。当時の長野県知事田中康夫の下で「長野県」調査委員会の委員となる。
近年は年金ジャーナリストとして、テレビ、新聞、雑誌で活躍し、2007年、総務省所管の年金業務・社会保険庁監視等委員会の委員に任命されるとともに、内閣官房の年金業務・組織再生会議の委員にも任命された。これらの活動が評価され、2008年、日本年金機構設立委員に任命された。2009年より年金記録回復委員会委員。
2009年から2010年にかけて、『週刊現代』でグリコ・森永事件に関する連載を行ったが、最終回で名指しを避けつつもミステリー作家の黒川博行を犯人視する記事を掲載した。この記事により、黒川から名誉毀損訴訟を起こされ、敗訴している。
2020年、『裁判官も人である 良心と組織の狭間で』で日本エッセイスト・クラブ賞受賞。

## 訴訟
1996年、講談社の雑誌『Views』に発表した「朝日新聞社の研究」（『新聞が面白くない理由』に収録）において、巻頭コラム「天声人語」の執筆者だった疋田桂一郎や、海外ルポルタージュで知られる本多勝一らの著名記者が、1987年（リクルート事件が発覚する前年）に、当時リクルートコスモスが運営していた安比高原スキー場へのスキー旅行において、リクルート側からの接待を受けていたと報じた。本多は編集長を務める雑誌『週刊金曜日』や、雑誌『噂の真相』での自身の連載記事・コラムで捏造記事と非難した上、岩瀬に対し「講談社の飼い主にカネで雇われた番犬・狂犬の類」、（フリージャーナリストは）「売春婦よりも下等な、人類最低の、真の意味で卑しい職業の連中」「人間のクズ」「カス」などの罵詈雑言を浴びせた。対する疋田も反論記事を執筆した。これに対し、岩瀬は本多と疋田を名誉毀損で提訴し、本多と疋田も反訴した。2004年3月、東京地裁は岩瀬の記事の一部について名誉毀損を認める一方、本多と疋田の反論も限度を越えていると認定し、双方に損害賠償の支払いを命じた。双方が控訴し、2004年9月、東京高裁は疋田への賠償命令のみを取り消した。岩瀬と本多が上告し、2005年3月に最高裁が上告を棄却し高裁判決が確定した。東京高裁判決では、ホテル代などを一切支払っていないとした岩瀬の記述に誤りがあったとして名誉毀損を認定する一方、本多らが支払った金額が費用のほぼ半額であったことから接待の存在自体は認定している。

## 著書
- 『新聞が面白くない理由』（講談社, 1998年, ISBN 4062088576; 講談社文庫, 2001年, ISBN 4062732858）
- 『われ万死に値す　ドキュメント竹下登』（新潮社, 1999年, ISBN 4104325015; 新潮文庫, 2002年, ISBN 4101310319）
- 『TALKING LOFT3世〈VOL.1〉新宿歌舞伎町ロフト・プラスワントーク集 Vol.1T』（ロフトブックス, 1999年, ISBN 4877770062）
- 『年金大崩壊』（講談社, 2003年, ISBN 4062117975）
- 『年金の悲劇　老後の安心はなぜ消えたか』（講談社, 2004年, ISBN 4062124084）
- 『年金大崩壊 完全版』（講談社, 2007年, ISBN 4062759101）
- 『人事はどこまで知っているのか』（講談社, 2008年, ISBN 4062145782）
- 『血族の王―松下幸之助とナショナルの世紀』（新潮社, 2011年, ISBN 4104325023 ; 新潮文庫, 2014年, ISBN 978-4101310329）
- 『ドキュメント パナソニック人事抗争史』（講談社, 2015年, ISBN 4062194708 ; 講談社+α文庫, 2016年, ISBN 4062816695）
- 『裁判官も人である 良心と組織の狭間で』（講談社, 2020年）
- 『キツネ目 グリコ森永事件全真相』（講談社、2021年）

共著
- 『官の錬金術 : 失業保険1兆円はどこへ消えたか』（保坂展人、大川豊との共著, WAVE出版, 2005年, ISBN 4872902378）